# Lista de arranha-céus de Chicago

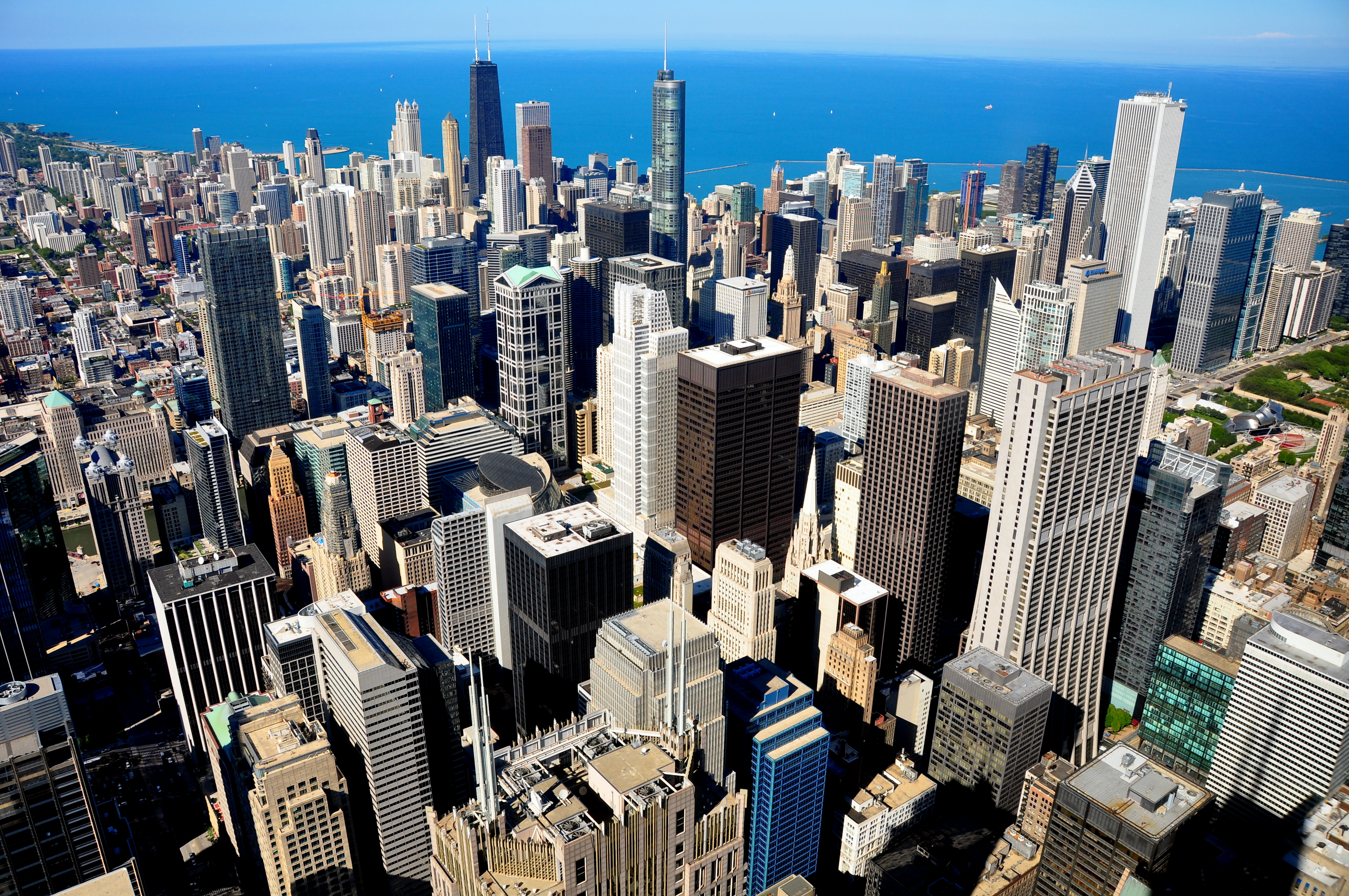
Chicago vista a partir da Willis Tower

Esta lista de arranha-céus de Chicago organiza arranha-céus por altura, na cidade americana de Chicago, Illinois, que é considerada o local de nascimento do arranha-céu. O edifício mais alto é o Willis Tower (anteriormente chamada de Sears Tower), localizado no Loop de Chicago, e fundado em 1974, possuindo 108 andares e 445 metros de altura (quando medido até o teto). O Willis Tower atualmente é o segundo edifício mais alto nos Estados Unidos, perdendo apenas para o novo One World Trade Center.
O segundo edifício mais alto de Chicago é o Trump International Hotel & Tower, o Aon Center é o terceiro, e o John Hancock Center, o quarto. O último possui na atualidade a residência mais alta do mundo. holds the world record for the highest residence. Além disso, Chicago é, presentemente, a única cidade com mais do que um edifício completado com mais de 100 andares.
A história dos arranha-céus em Chicago inicia-se em 1885, quando o Home Insurance Building, considerado comumente como o primeiro arranha-céu de esqueleto de aço, foi inaugurado. O edifício possuía originalmente 42 metros de altura e 10 andares, tendo sido posteriormente expandida para 55 metros de altura e 12 andares, antes de ter sido demolida em 1931. Historicamente, Chicago desempenhou um papel importante no desenvolvimento do arranha-céu. O Masonic Temple foi o edifício mais alto do mundo, utilizando a definição incomum que excluía a lanterna ornamental do New York World Building. Três edifícios de Chicago foram considerados em diferentes pontos como o edifício mais alto dos Estados Unidos. O primeiro foi o Home Insurance Building, com o segundo sendo o Chicago Board of Trade Building, que, em ambas as encarnações foi também o edifício mais alto de Chicago por um certo período.
Vários arranha-céus foram construídos durante a década de 1920 até a década de 1930, período onde o qual 11 dos 91 edifícios mais altos da cidade foram construídas. Após um período de calma, Chicago entrou em um período de construção de arranha-céus ainda mais acelerada durante a década de 1960, que perdura até o presente. Durante o período, 79 edifícios com ao menos 152 metros (500 pés) de altura foram construídos, incluindo vários dos edifícios mais altos da cidade na atualidade. Os edifícios que foram construídos estão concentrados no Loop, e ao longo do Magnificent Mile em Near North Side. Chicago possui 91 edifícios que possuem ao menos 152 metros (500 pés) de altura, com 16 mais em construção. O corte aéreo de Chicago é segundo maior nos Estados Unidos, atrás apenas de Nova Iorque.
No presente, Chicago possui 1 105 edifícios completados, segundo no país, atrás de Nova Iorque. Baseado na altura média dos dez edifícios mais altos completados, Chicago possui o corte aéreo mais alto do mundo.
Chicago possui dois arranha-céus em construção cuja altura planejada excede 304 metros (1000 pés) de altura: o Chicago Spire, de 607 metros (2000 pés) de altura, e o Waterview Tower, que irá possuir 415 metros de altura. O Chicago Spire, com seus 150 andares, quando completada, será o edifício mais alto nos Estados Unidos, e o segundo mais alto do mundo.. O Chicago Spire também será o edifício exclusivamente residencial mais alto do mundo, superando Q1 em Gold Coast, Austrália. Existem vários edifícios propostos para serem construídos em Chicago, o mais alto dos quais é o Waldorf-Astoria Hotel and Residence Tower, planejada para possuir 386 metros de altura e 107 andares, quando completada. Em 2008, havia 160 edifícios em construção, aprovadas para construção, e propostas, em Chicago.

## Prédios mais altos

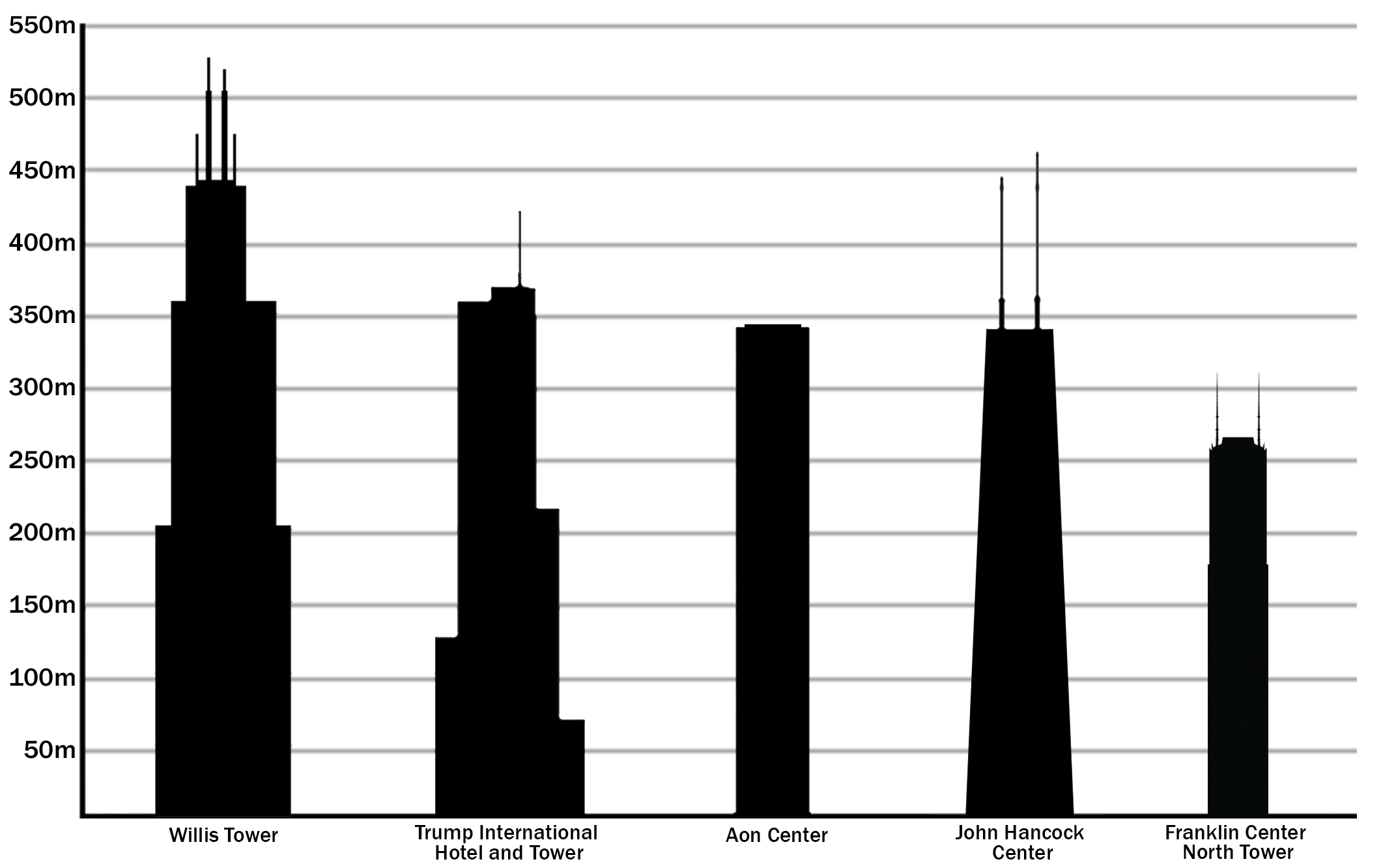
Tallest buildings in Chicago.

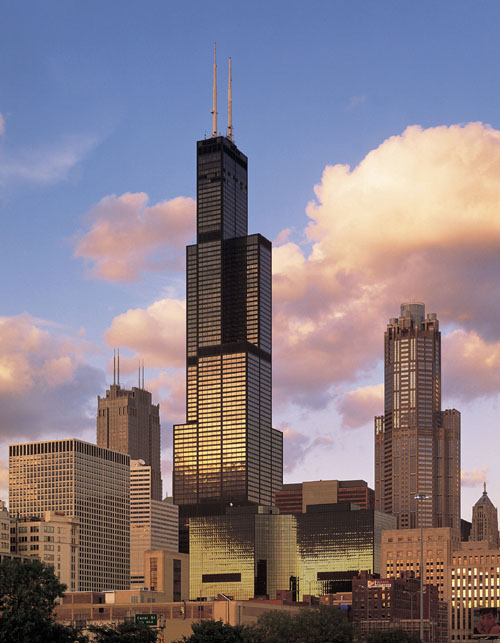
Willis Tower, o edifício mais alto em Chicago e nos Estados Unidos.

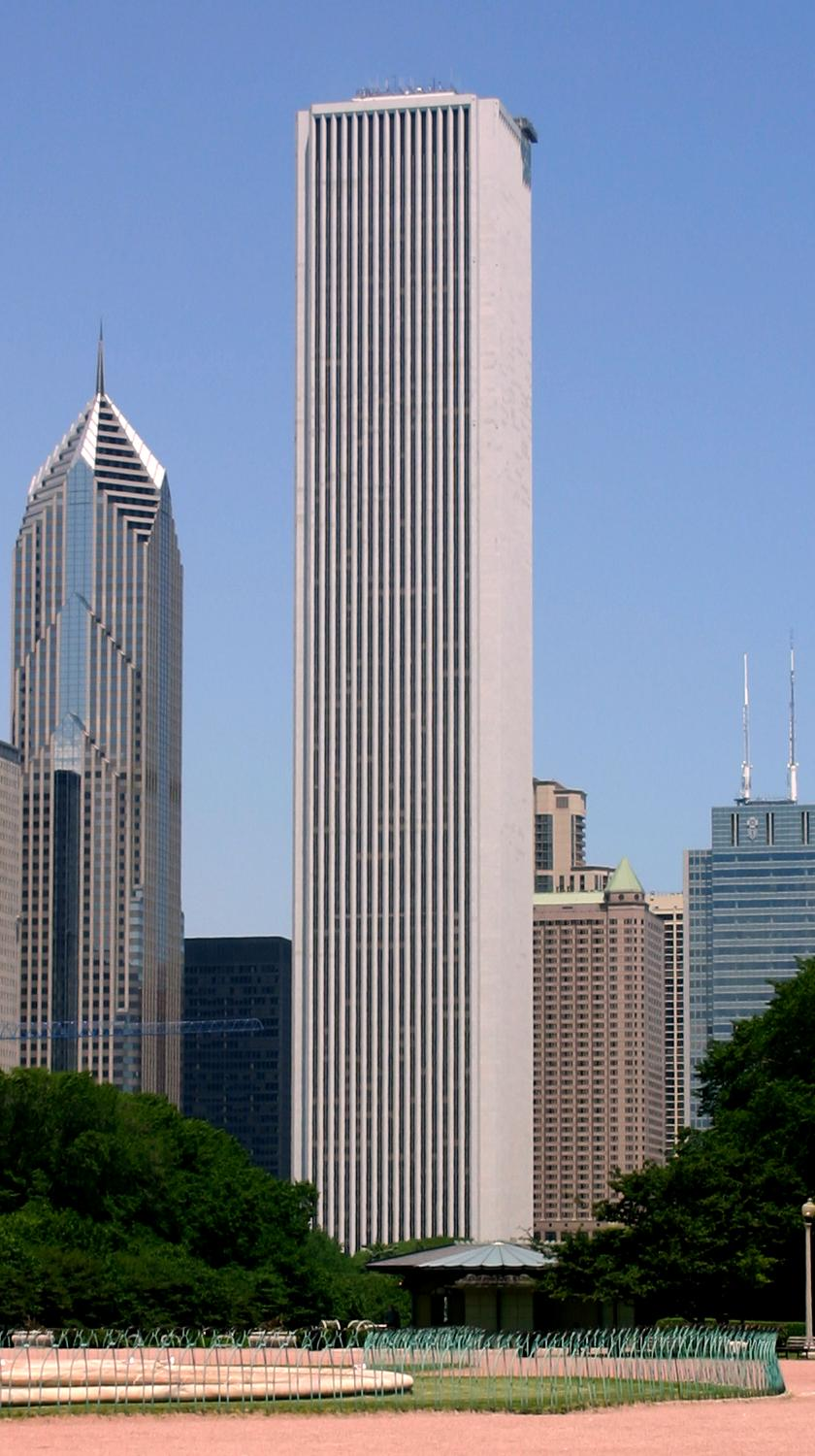
Two Prudential Plaza (esquerda) e o Aon Center (direita) são o sexto e o segundo maiores edifícios da cidade.

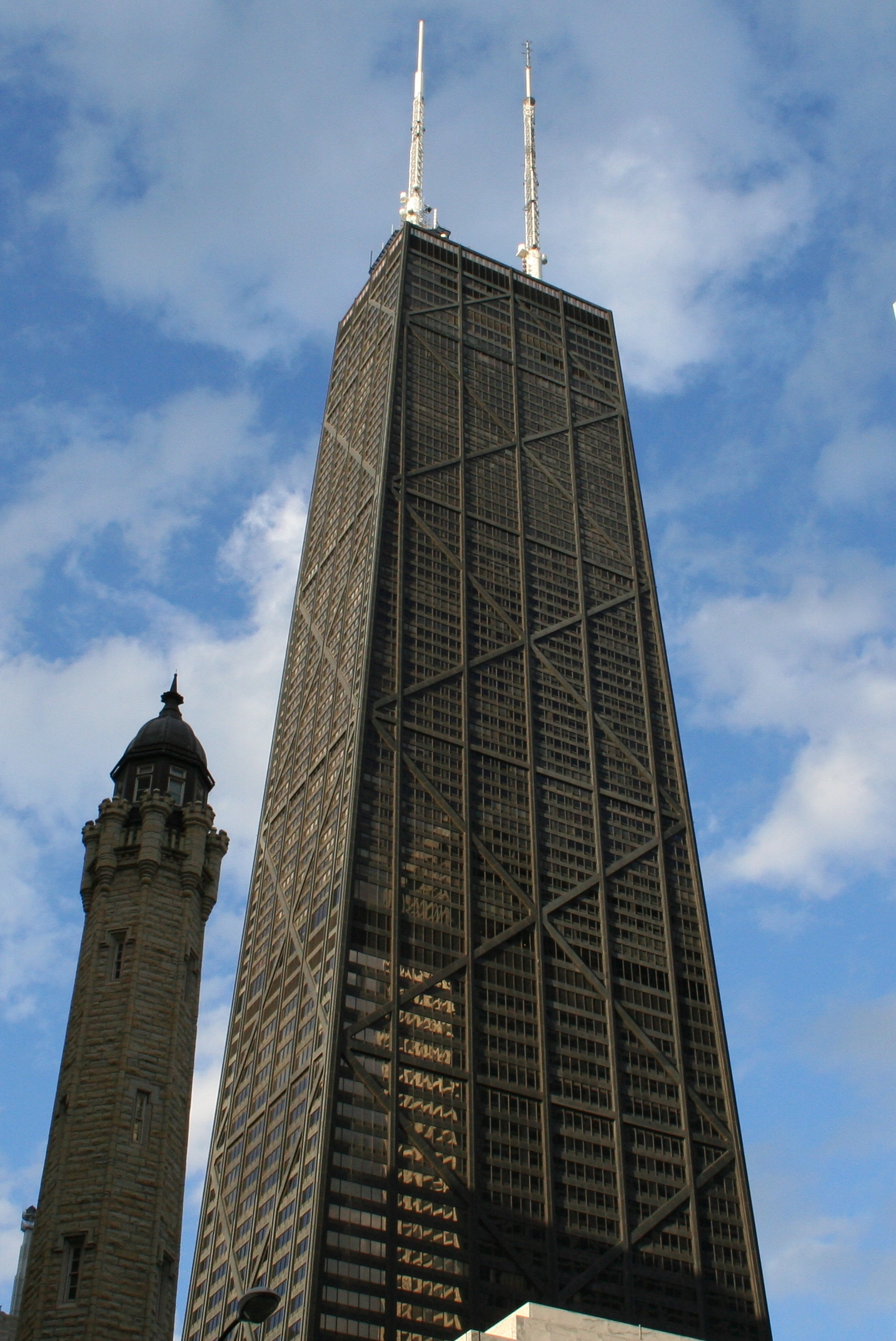
John Hancock Center, o quarto edifício mais alto da cidade.

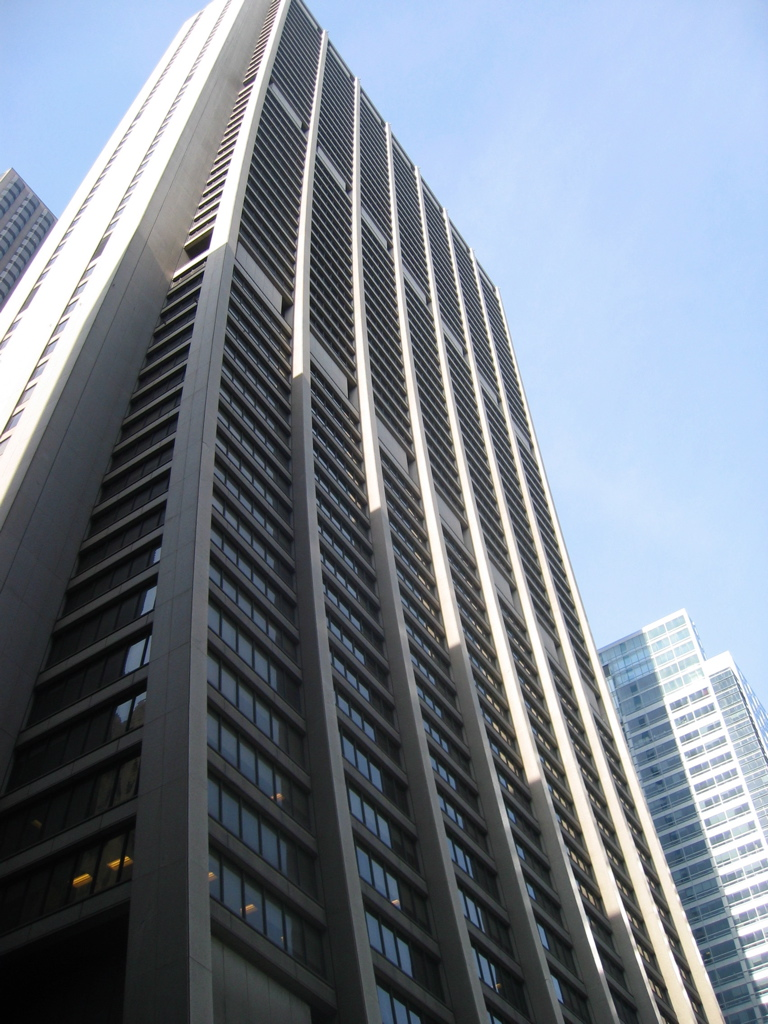
Chase Tower, o décimo edifício mais alto da cidade.

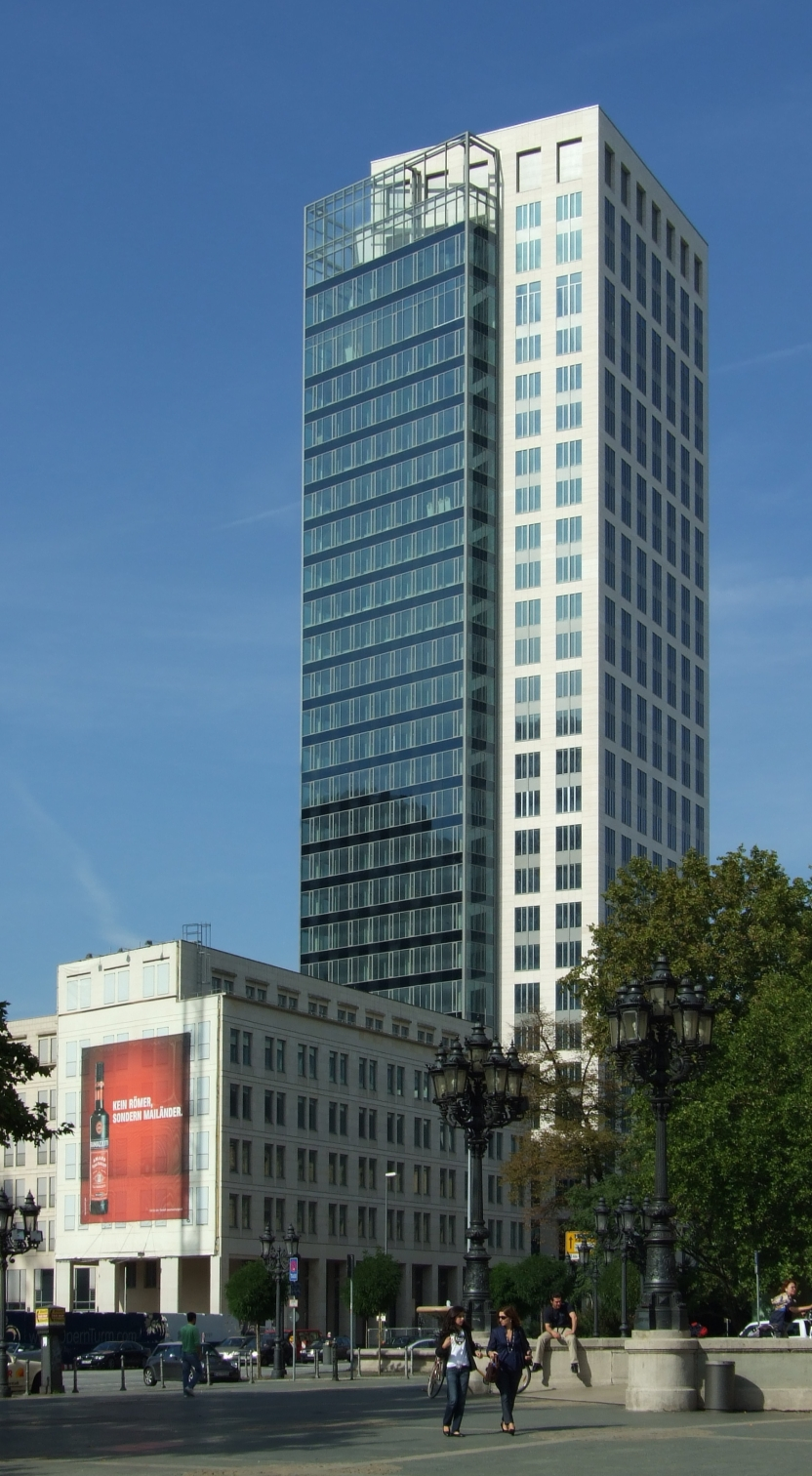
Park Tower, o 11º edifício mais alto da cidade.

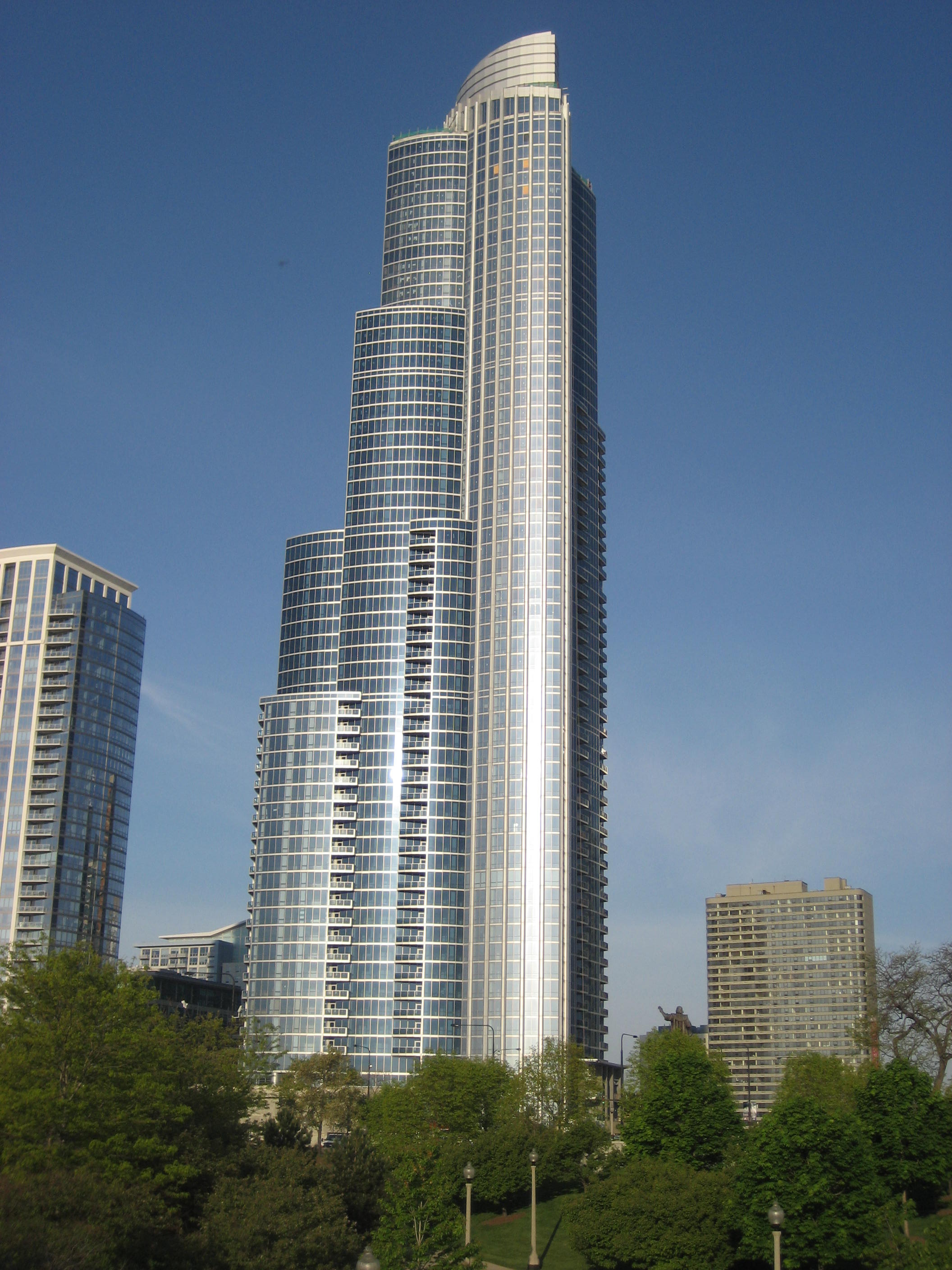
One Museum Park, o 17º edifício mais alto da cidade.

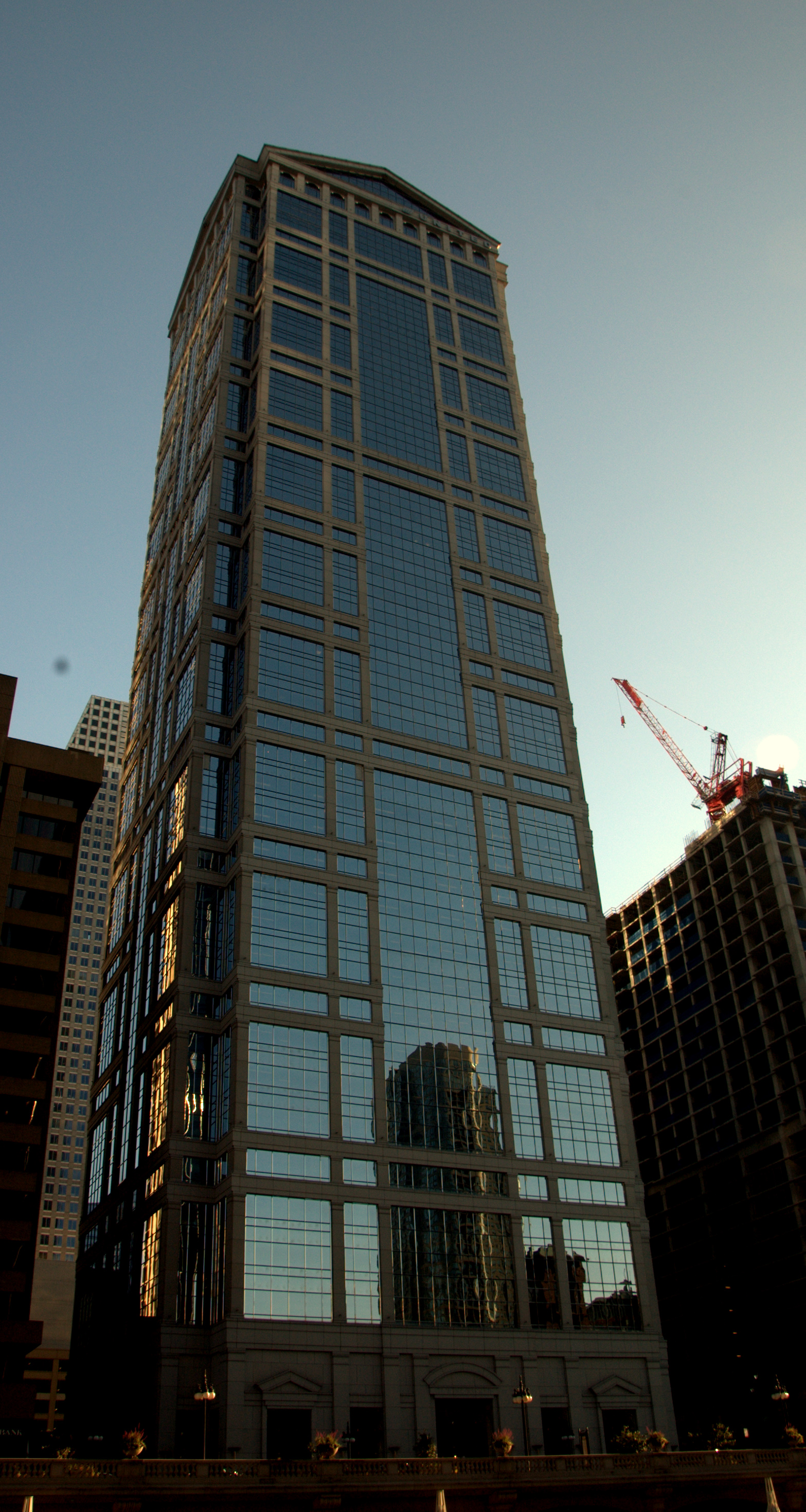
77 West Wacker Drive, o 23º edifício mais alto da cidade.

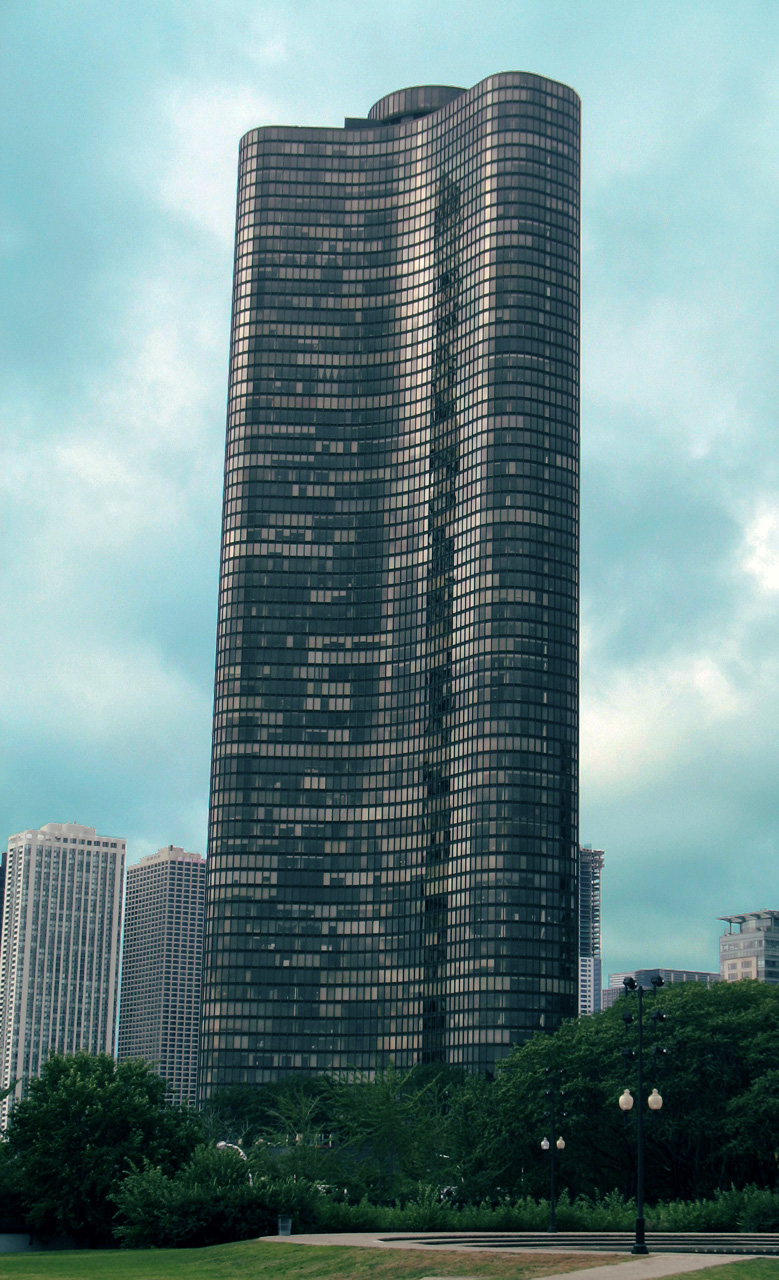
Lake Point Tower, o 27º edifício mais alto da cidade.

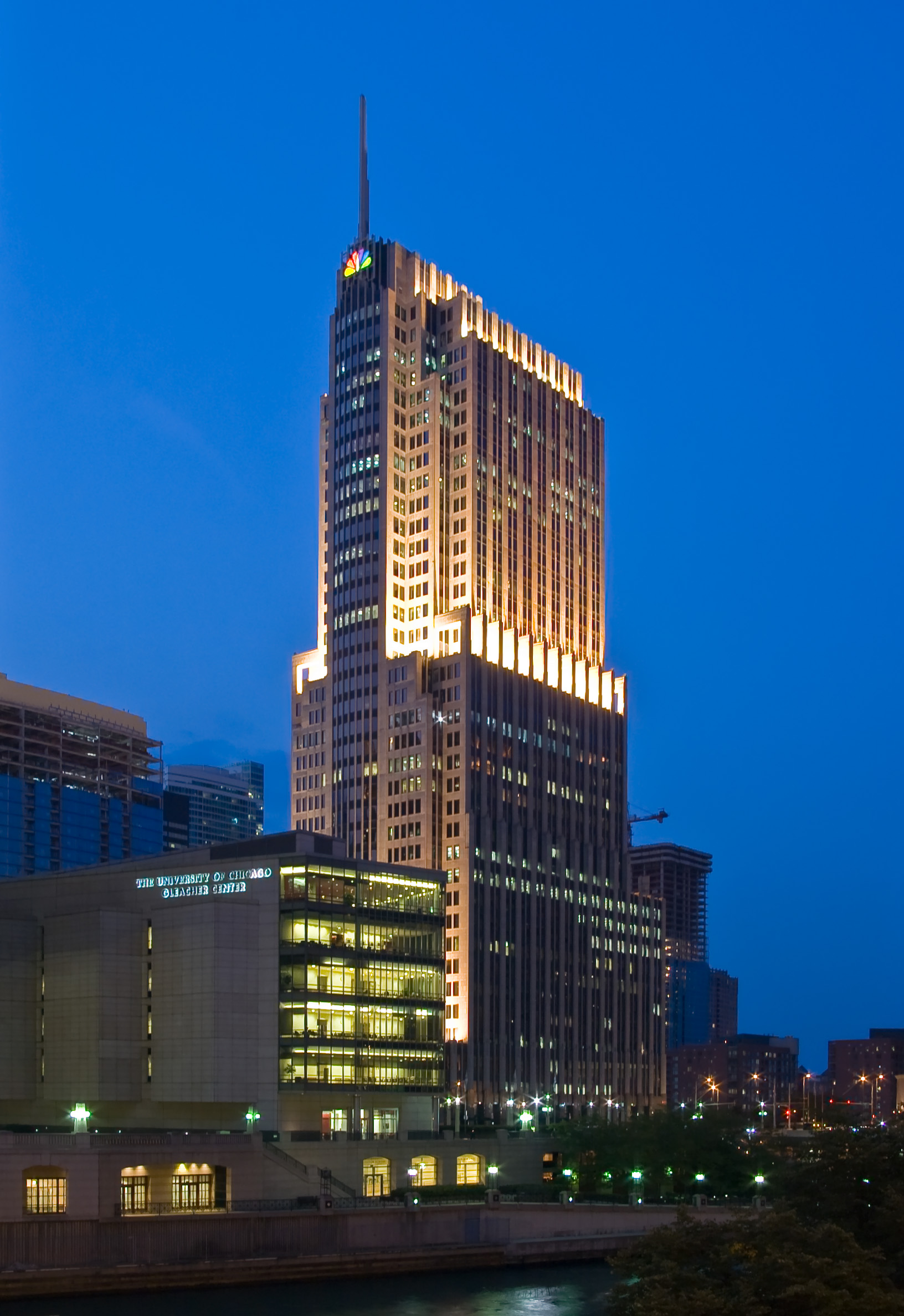
NBC Tower, o 32º edifício mais alto da cidade.

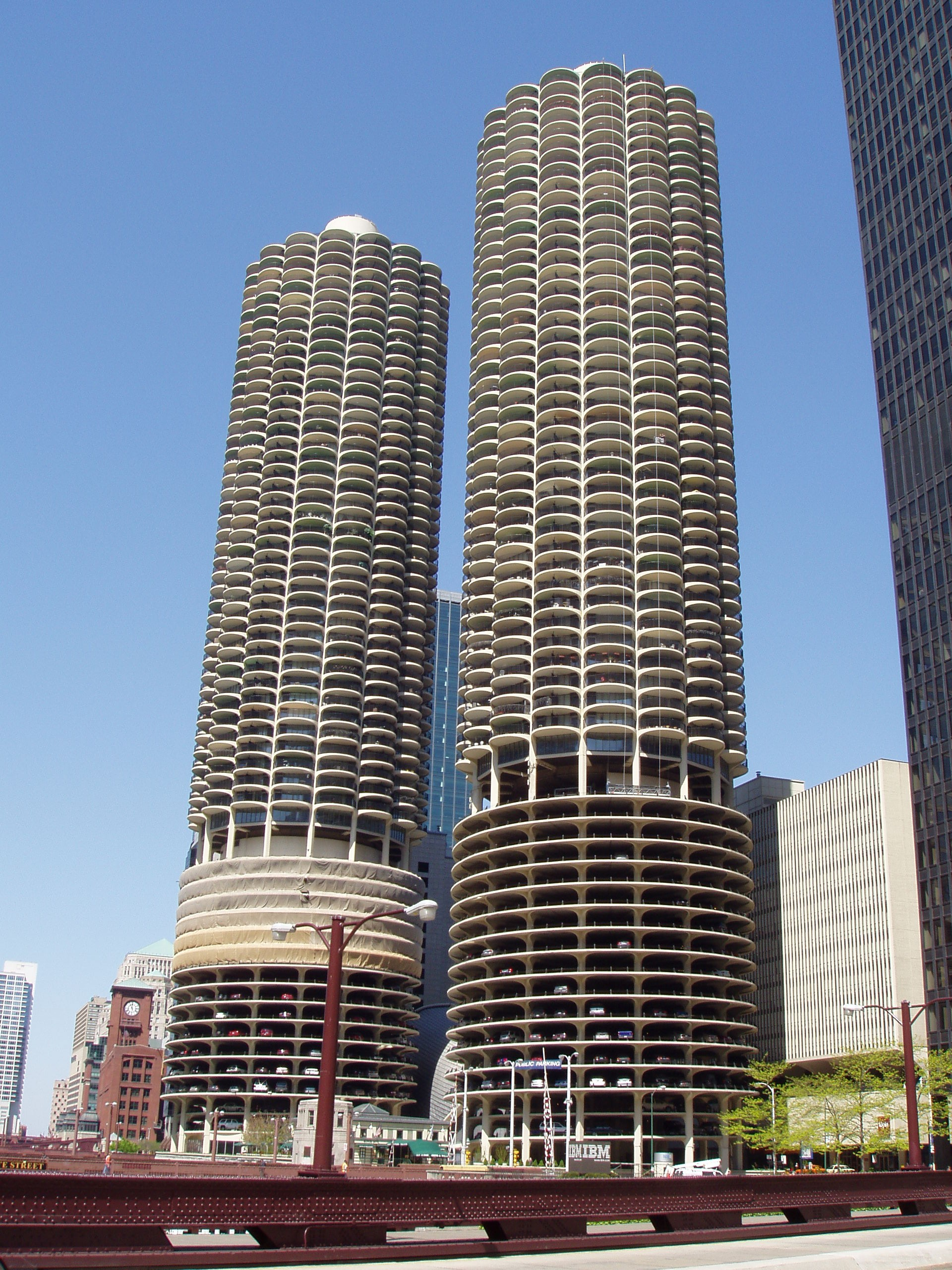
Os edifícios da Marina City, os 42^{os} edifícios mais altos da cidade.

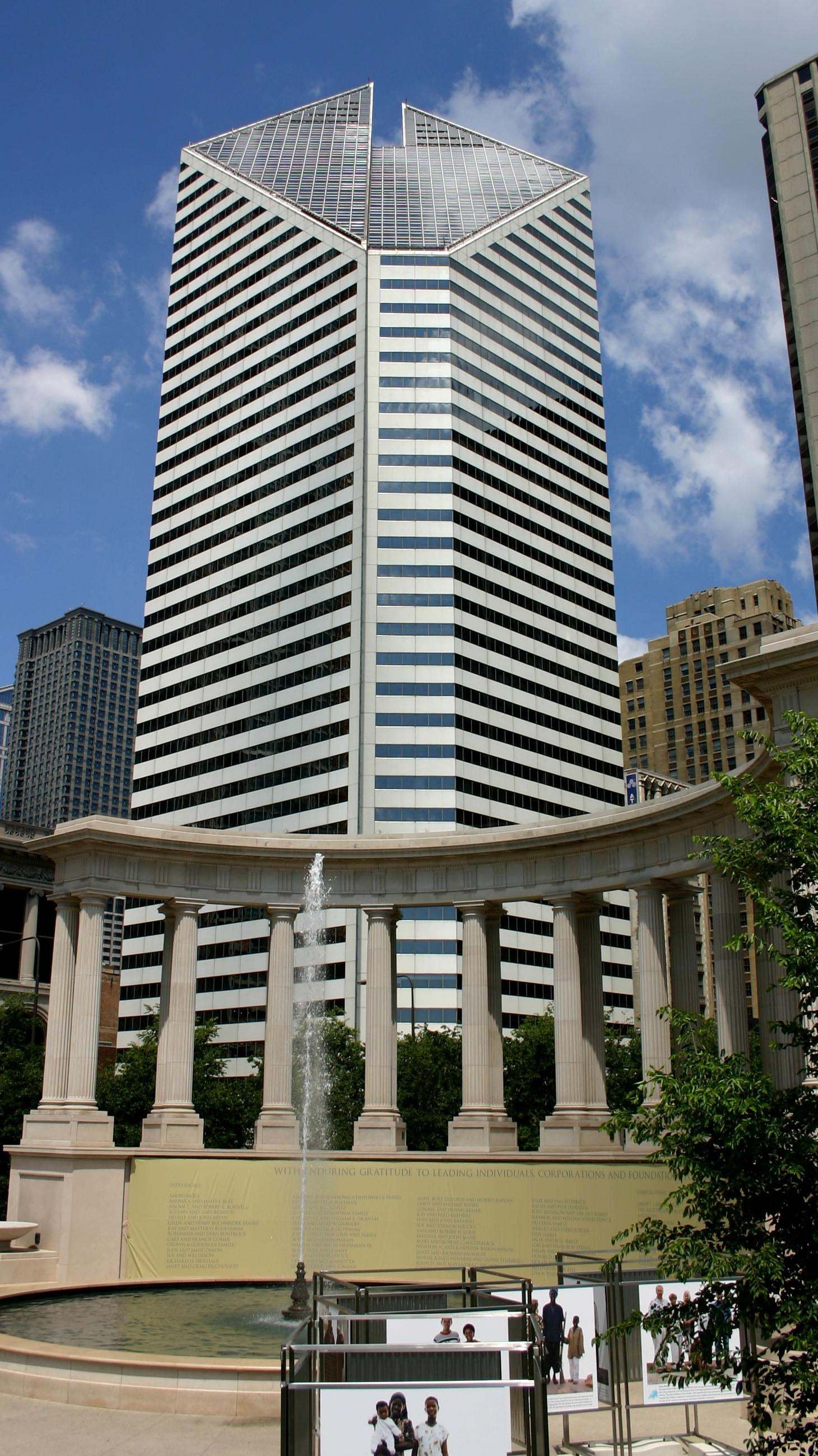
Smurfit-Stone Building, o 46º edifício mais alto da cidade.

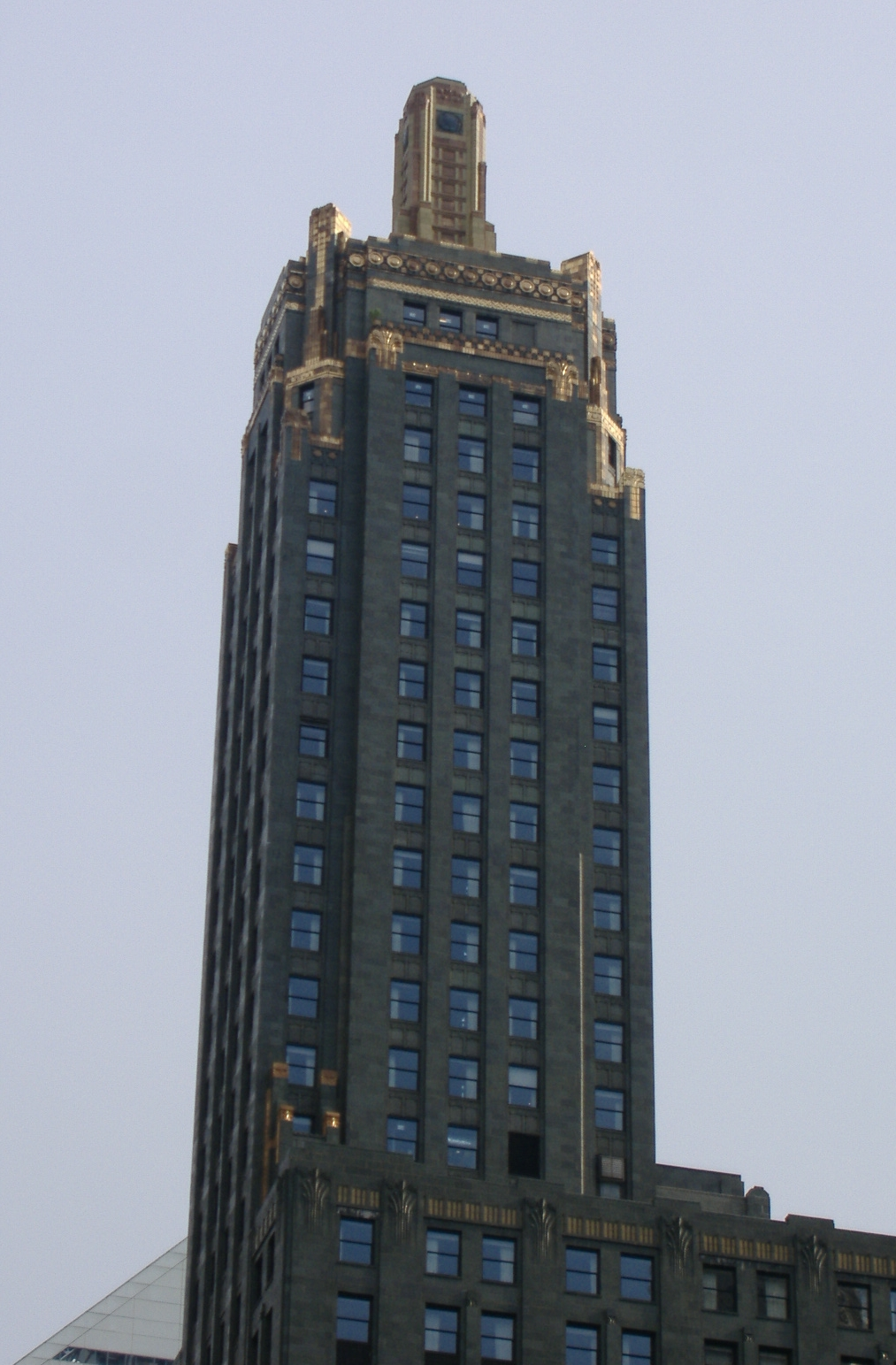
Carbide & Carbon Building, o 91º edifício mais alto da cidade.

Esta lista organiza os arranha-céus de Chicago, que possuem ao menos 152 metros (500 pés) de altura, baseados em medidas padrões de alturas de edifícios. Isto inclui detalhes arquiteturais como capitéis, mas não antenas. Um sinal de igual (=) após uma posição indica que dois ou mais edifícios possuem a mesma altura. A coluna “ano” indica o ano em que a estrutura foi completada.
| Posição | Nome                                 | Altura ft / m | Andares | Ano  | Notas |
| ------- | ------------------------------------ | ------------- | ------- | ---- | --- |
| 1       | Willis Tower                         | 1 451 / 442   | 108     | 1974 | Sétimo edifício mais alto do mundo, mais alto nos Estados Unidos. Foi o edifício mais alto na cidade, no estado e no país desde 1974, e é ainda o edifício mais alto do mundo, quando medido até o topo de sua antena. Foi o edifício mais alto construído na cidade e no mundo na década de 1970. Seu nome original era Sears Tower.                                                                                |
| 2       | Trump International Hotel and Tower* | 1 362 / 415   | 96      | 2009 | Atingiu sua altura máxima em 24 de setembro de 2008, tornando-se o segundo edifício mais alto na cidade e nos Estados Unidos. |
| 3       | Aon Center                           | 1 136 / 346   | 83      | 1973 | 21º edifício mais alto do mundo, 5º edifício mais alto nos Estados Unidos |
| 4       | John Hancock Center                  | 1 127 / 344   | 100     | 1969 | 23º edifício mais alto do mundo, 6º edifício mais alto dos Estados Unidos; é o edifício mais alto do mundo que possui tanto unidades comerciais e residenciais; foi o edifício mais alto construído na cidade na década de 1960. |
| 5       | AT&T Corporate Center                | 1 007 / 307   | 61      | 1989 | 40º edifício mais alto do mundo, 11º edifício mais alto dos Estados Unidos; o edifício mais alto construído na cidade durante a década de 1980. |
| 6       | Two Prudential Plaza                 | 995 / 303     | 64      | 1990 | 44º edifício mais alto do mundo, 13º edifício mais alto dos Estados Unidos. Foi o edifício mais alto construído nos Estados Unidos durante a década de 1990. |
| 7       | 311 South Wacker Drive               | 961 / 293     | 65      | 1990 | 52º edifício mais alto do mundo, 16º edifício mais alto dos Estados Unidos. |
| 8       | Aqua*                                | 873 / 266     | 82      | 2009 | Quando inaugurado, será um dos edifícios mais altos do mundo desenhado por uma firma liderada por uma mulher. Será o primeiro arranha-céu em Chicago a conter um hotel, condomínios, apartamentos e espaço de alugação. |
| 9       | 900 North Michigan                   | 871 / 265     | 66      | 1989 | 82º edifício mais alto do mundo, 26º edifício mais alto dos Estados Unidos. |
| 10      | Water Tower Place                    | 859 / 262     | 74      | 1976 | 94º edifício mais alto do mundo, 30º edifício mais alto dos Estados Unidos. |
| 11      | Chase Tower                          | 850 / 259     | 60      | 1969 | 108º edifício mais alto do mundo, 33º edifício mais alto dos Estados Unidos. |
| 12      | Park Tower                           | 844 / 257     | 67      | 2000 | 115º edifício mais alto do mundo, 36º edifício mais alto dos Estados Unidos. |
| 13      | The Legacy at Millennium Park*       | 819 / 250     | 73      | 2009 | [ 42 ] [ 43 ] |
| 14      | 300 North LaSalle                    | 785 / 239     | 60      | 2009 | [ 44 ] [ 45 ] |
| 15      | Three First National Plaza           | 767 / 234     | 57      | 1981 | 58º edifício mais alto dos Estados Unidos. |
| 16      | Chicago Title & Trust Center         | 756 / 230     | 50      | 1992 | 63º edifício mais alto dos Estados Unidos. |
| 17      | One Museum Park*                     | 734 / 224     | 62      | 2008 | Em construção; este edifício atingiu sua altura máxima no início de 2008. 85º edifício mais alto dos Estados Unidos. É o edifício mais alto da cidade em South Side. É o edifício exclusivamente residencial mais alto da cidade, e o segundo mais alto nos Estados Unidos, atrás apenas do Trump World Tower em Nova Iorque. É o edifício mais alto da cidade localizado fora do Chicago Loop e do Near North Side. |
| 18      | Olympia Centre                       | 725 / 221     | 63      | 1986 | 89º edifício mais alto dos Estados Unidos. |
| 19      | 330 North Wabash                     | 695 / 212     | 47      | 1973 | Também conhecido como IBM Building. |
| 20      | 111 South Wacker Drive               | 681 / 208     | 51      | 2005 | [ 56 ] [ 57 ] |
| 21      | 181 West Madison Street              | 680 / 207     | 50      | 1990 | [ 58 ] [ 59 ] |
| 22      | Hyatt Center                         | 679 / 207     | 48      | 2005 | [ 60 ] [ 61 ] |
| 23      | One Magnificent Mile                 | 673 / 205     | 58      | 1983 | [ 62 ] [ 63 ] |
| 24      | 340 on the Park                      | 672 / 205     | 64      | 2007 | [ 64 ] [ 65 ] |
| 25      | 77 West Wacker Drive                 | 668 / 204     | 49      | 1992 | Também conhecido como the United Building. Formerly known as the R.R. Donnelley Building. |
| 26      | UBS Tower                            | 652 / 199     | 50      | 2001 | [ 68 ] [ 69 ] |
| 27      | Richard J. Daley Center              | 648 / 198     | 31      | 1965 | O edifício mais alto do mundo que contém menos de 40 andares. |
| 28      | 55 East Erie Street                  | 647 / 197     | 56      | 2003 | Segundo edifício exclusivamente residencial mais alto da cidade, e o terceiro dos Estados Unidos. |
| 29      | Lake Point Tower                     | 645 / 197     | 70      | 1968 | É o edifício de 70 andares mais baixo do mundo. |
| 30      | River East Center                    | 644 / 196     | 58      | 2001 | [ 76 ] [ 77 ] |
| 31      | Grand Plaza I                        | 641 / 195     | 57      | 2003 | [ 78 ] [ 79 ] |
| 32      | Leo Burnett Building                 | 635 / 194     | 50      | 1989 | [ 80 ] [ 81 ] |
| 33      | The Heritage at Millennium Park      | 631 / 192     | 57      | 2005 | [ 82 ] [ 83 ] |
| 34      | NBC Tower                            | 627 / 191     | 37      | 1989 | [ 84 ] [ 85 ] |
| 35      | Millennium Centre                    | 610 / 186     | 59      | 2003 | [ 86 ] [ 87 ] |
| 36      | Chicago Place                        | 608 / 185     | 49      | 1991 | [ 88 ] [ 89 ] |
| 37      | Chicago Board of Trade Building      | 605 / 184     | 44      | 1930 | O edifício Art Deco mais alto do mundo fora de Nova Iorque. Foi o edifício mais alto construído na cidade durante a década de 1930. |
| 38=     | One Prudential Plaza                 | 601 / 183     | 41      | 1955 | Foi o edifício mais alto construído na cidade durante a década de 1950. |
| 38=     | CNA Center                           | 601 / 183     | 44      | 1972 | [ 93 ] [ 94 ] |
| 40      | Heller International Building        | 600 / 183     | 45      | 1992 | É o edifício mais alto na cidade a oeste do rio Chicago. |
| 41      | Madison Plaza                        | 599 / 182     | 45      | 1982 | [ 97 ] [ 98 ] |
| 42      | 1000 Lake Shore Plaza                | 590 / 180     | 55      | 1964 | [ 99 ] [ 100 ] |
| 43      | The Clare at Water Tower             | 589 / 179     | 52      | 2008 | Será um dos centros de residências para idosos mais altos do mundo quando inaugurada. |
| 44=     | Marina City I                        | 588 / 179     | 61      | 1964 | [ 103 ] [ 104 ] |
| 44=     | Marina City II                       | 588 / 179     | 61      | 1964 | [ 105 ] [ 106 ] |
| 44=     | Citigroup Center                     | 588 / 179     | 41      | 1985 | [ 107 ] [ 108 ] |
| 47      | Mid-Continental Plaza                | 583 / 178     | 49      | 1972 | [ 109 ] [ 110 ] |
| 48      | Smurfit-Stone Building               | 582 / 177     | 41      | 1983 | [ 111 ] [ 112 ] |
| 49      | North Pier Apartments                | 581 / 177     | 61      | 1990 | [ 113 ] [ 114 ] |
| 50      | Citadel Center                       | 580 / 177     | 37      | 2003 | [ 115 ] |
| 51      | The Fordham                          | 574 / 175     | 52      | 2003 | [ 116 ] [ 117 ] |
| 52      | 190 South LaSalle Street             | 573 / 175     | 42      | 1987 | [ 118 ] [ 119 ] |
| 53      | One South Dearborn                   | 571 / 174     | 39      | 2005 | [ 120 ] [ 121 ] |
| 54      | Onterie Center                       | 570 / 174     | 57      | 1985 | [ 122 ] [ 123 ] |
| 55      | Chicago Temple Building              | 568 / 173     | 21      | 1924 | Foi o edifício mais alto construído na cidade durante a década de 1920. |
| 56      | Palmolive Building                   | 565 / 172     | 37      | 1929 | [ 126 ] [ 127 ] |
| 57=     | Huron Plaza                          | 560 / 171     | 56      | 1983 | [ 128 ] [ 129 ] |
| 57=     | Boeing International Headquarters    | 560 / 171     | 36      | 1990 | [ 130 ] [ 131 ] |
| 59=     | The Parkshore                        | 556 / 169     | 56      | 1991 | [ 132 ] [ 133 ] |
| 59=     | North Harbor Tower                   | 556 / 169     | 55      | 1988 | [ 134 ] [ 135 ] |
| 61      | Civic Opera House                    | 555 / 169     | 45      | 1929 | [ 136 ] |
| 62=     | Newberry Plaza                       | 553 / 169     | 53      | 1974 | [ 137 ] [ 138 ] |
| 62=     | Michigan Plaza South                 | 553 / 169     | 46      | 1985 | [ 139 ] [ 140 ] |
| 62=     | 30 North LaSalle                     | 553 / 169     | 44      | 1975 | [ 141 ] [ 142 ] |
| 65      | Pittsfield Building                  | 551 / 168     | 39      | 1927 | [ 143 ] [ 144 ] |
| 66=     | Harbor Point                         | 550 / 168     | 54      | 1975 | [ 145 ] [ 146 ] |
| 66=     | One South Wacker                     | 550 / 168     | 40      | 1982 | [ 147 ] [ 148 ] |
| 68      | Kluczynski Federal Building          | 545 / 166     | 45      | 1975 | [ 149 ] [ 150 ] |
| 69      | Park Millennium                      | 544 / 166     | 57      | 2002 | [ 151 ] [ 152 ] |
| 70      | USG Building                         | 538 / 164     | 35      | 1992 | [ 153 ] [ 154 ] |
| 71=     | The Pinnacle                         | 535 / 163     | 48      | 2004 | [ 155 ] [ 156 ] |
| 71=     | LaSalle Bank Building                | 535 / 163     | 45      | 1934 | [ 157 ] [ 158 ] |
| 73      | Park Place Tower                     | 531 / 162     | 56      | 1971 | É o edifício mais alto da cidade localizado fora do Chicago Loop, Near North Side ou Near West Side. |
| 74      | One North LaSalle                    | 530 / 162     | 48      | 1930 | [ 161 ] [ 162 ] |
| 75      | Elysées Condominiums                 | 529 / 161     | 56      | 1972 | [ 163 ] [ 164 ] |
| 76      | River Plaza                          | 524 / 160     | 56      | 1977 | [ 165 ] [ 166 ] |
| 77      | 35 East Wacker Drive                 | 523 / 159     | 40      | 1927 | [ 167 ] [ 168 ] |
| 78      | Unitrin Building                     | 522 / 159     | 41      | 1962 | [ 169 ] [ 170 ] |
| 79      | Mather Tower                         | 521 / 159     | 42      | 1928 | [ 171 ] [ 172 ] |
| 80=     | 10 South Wacker                      | 520 / 158     | 40      | 1987 | [ 173 ] [ 174 ] |
| 80=     | 30 South Wacker                      | 520 / 158     | 40      | 1987 | [ 175 ] [ 176 ] |
| 82      | The Columbian                        | 517 / 158     | 47      | 2008 | [ 177 ] [ 178 ] |
| 83      | 191 North Wacker                     | 516 / 157     | 37      | 2002 | [ 179 ] [ 180 ] |
| 84=     | 401 East Ontario                     | 515 / 157     | 51      | 1990 | [ 181 ] [ 182 ] |
| 84=     | One Financial Place                  | 515 / 157     | 39      | 1985 | [ 183 ] [ 184 ] |
| 86      | The Streeter                         | 514 / 157     | 50      | 2007 | [ 185 ] [ 186 ] |
| 87=     | Park Tower Condominiums              | 513 / 156     | 54      | 1974 | Também conhecido como 5415 North Sheridan. |
| 87=     | 600 Lake Shore Drive, South Tower    | 513 / 156     | 47      | 2008 | [ 189 ] |
| 89      | LaSalle-Wacker Building              | 512 / 156     | 41      | 1930 | [ 190 ] [ 191 ] |
| 90=     | Harris Bank Addition II              | 510 / 155     | 38      | 1977 | [ 192 ] [ 193 ] |
| 90=     | 321 North Clark                      | 510 / 155     | 35      | 1987 | Também conhecido como Quaker Tower. |
| 92      | 400 East Ohio Street                 | 505 / 154     | 50      | 1983 | [ 196 ] [ 197 ] |
| 93      | Carbide & Carbon Building            | 503 / 153     | 38      | 1929 | [ 198 ] [ 199 ] |
| 94=     | One Superior Place                   | 502 / 153     | 52      | 1999 | [ 200 ] [ 201 ] |
| 94=     | 10 South LaSalle                     | 502 / 153     | 37      | 1986 | Também conhecido como Chase Plaza. |
| 96      | 120 North LaSalle                    | 501 / 153     | 39      | 1992 | [ 204 ] [ 205 ] |
| 97=     | The Tides                            | 500 / 152     | 51      | 2008 | [ 206 ] [ 207 ] |
| 97=     | 200 South Wacker Drive               | 500 / 152     | 41      | 1981 | [ 208 ] [ 209 ] |

* indica que o edifício está ainda em construção, mas cujo esqueleto já foi completado.

## Prédios mais altos medidos pela altura de pináculos

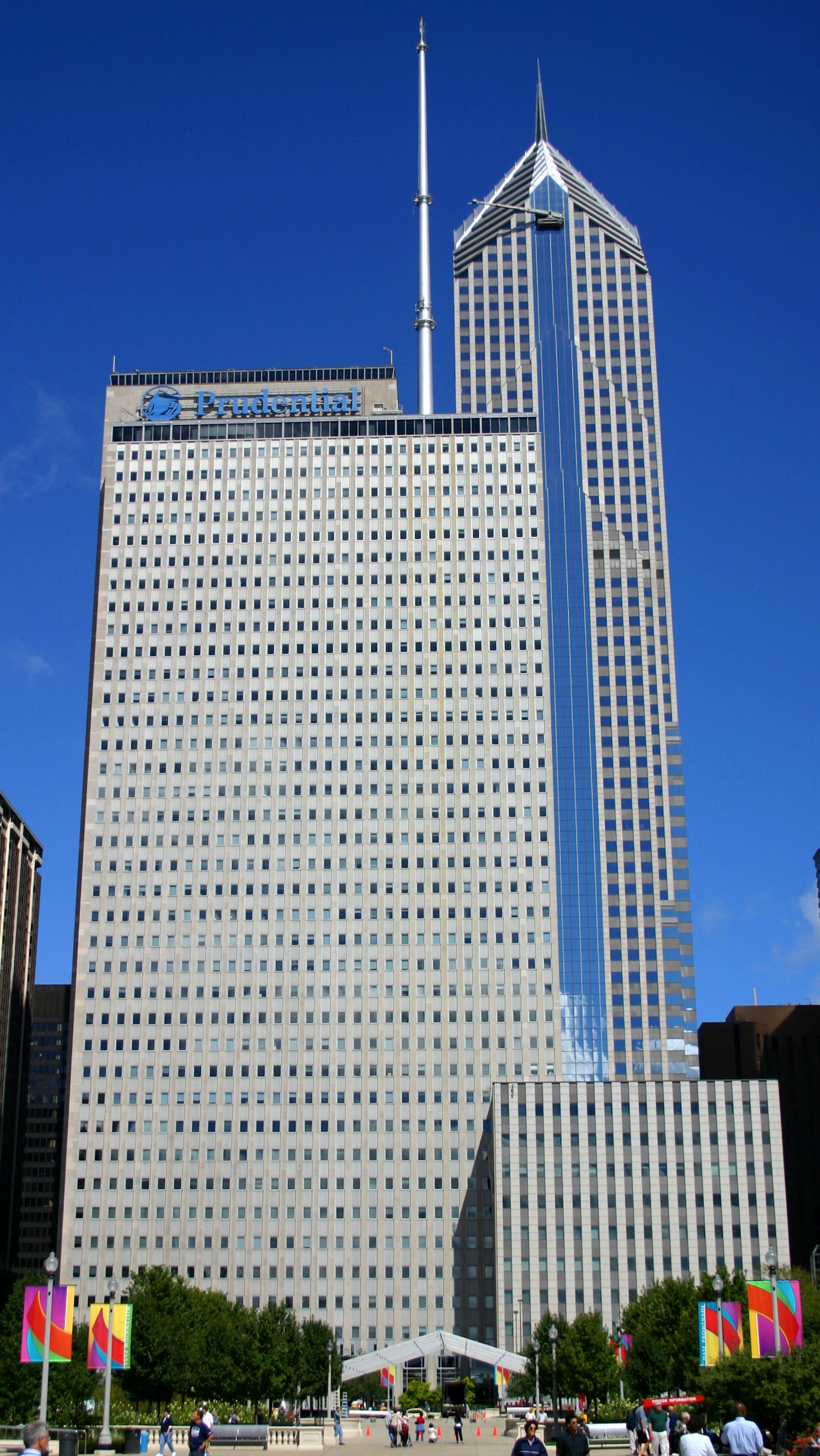
One Prudential Plaza é o sétimo edifício mais alto em Chicago quando pináculos são incluidos, com Two Prudential Plaza no fundo.

Esta lista agrupa arranha-céus em Chicago baseado em sua altura de pináculos, que incluem mastros de rádios e antenas. Visto que certas características arquitetônicas como chapitéis podem ser consideradas subjetivas, alguns entusiastas de arranha-céus preferem este método de medida. A altura arquitetônica padrão, que exclui pináculos na altura dos edifícios, é incluído para comparação.
| Posição | Nome                   | Altura pináculo ft / m | Altura padrão ft / m | Referência |
| ------- | ---------------------- | ---------------------- | -------------------- | ---------- |
| 1       | Willis Tower           | 1 730 / 527            | 1 451 / 442          | [ 18 ]     |
| 2       | John Hancock Center    | 1 500 / 457            | 1 127 / 344          | [ 23 ]     |
| 3       | Aon Center             | 1 136 / 346            | 1 136 / 346          | [ 22 ]     |
| 4       | AT&T Corporate Center  | 1 007 / 307            | 1 007 / 307          | [ 25 ]     |
| 5       | Two Prudential Plaza   | 995 / 303              | 995 / 303            | [ 27 ]     |
| 6       | 311 South Wacker Drive | 961 / 293              | 961 / 293            | [ 29 ]     |
| 7       | One Prudential Plaza   | 912 / 278              | 601 / 183            | [ 92 ]     |
| 8       | 900 North Michigan     | 871 / 265              | 871 / 265            | [ 35 ]     |
| 9       | Water Tower Place      | 859 / 262              | 859 / 262            | [ 37 ]     |
| 10      | Chase Tower            | 850 / 259              | 850 / 259            | [ 39 ]     |

## Prédios mais altos em construção, aprovados ou propostos

### Em construção

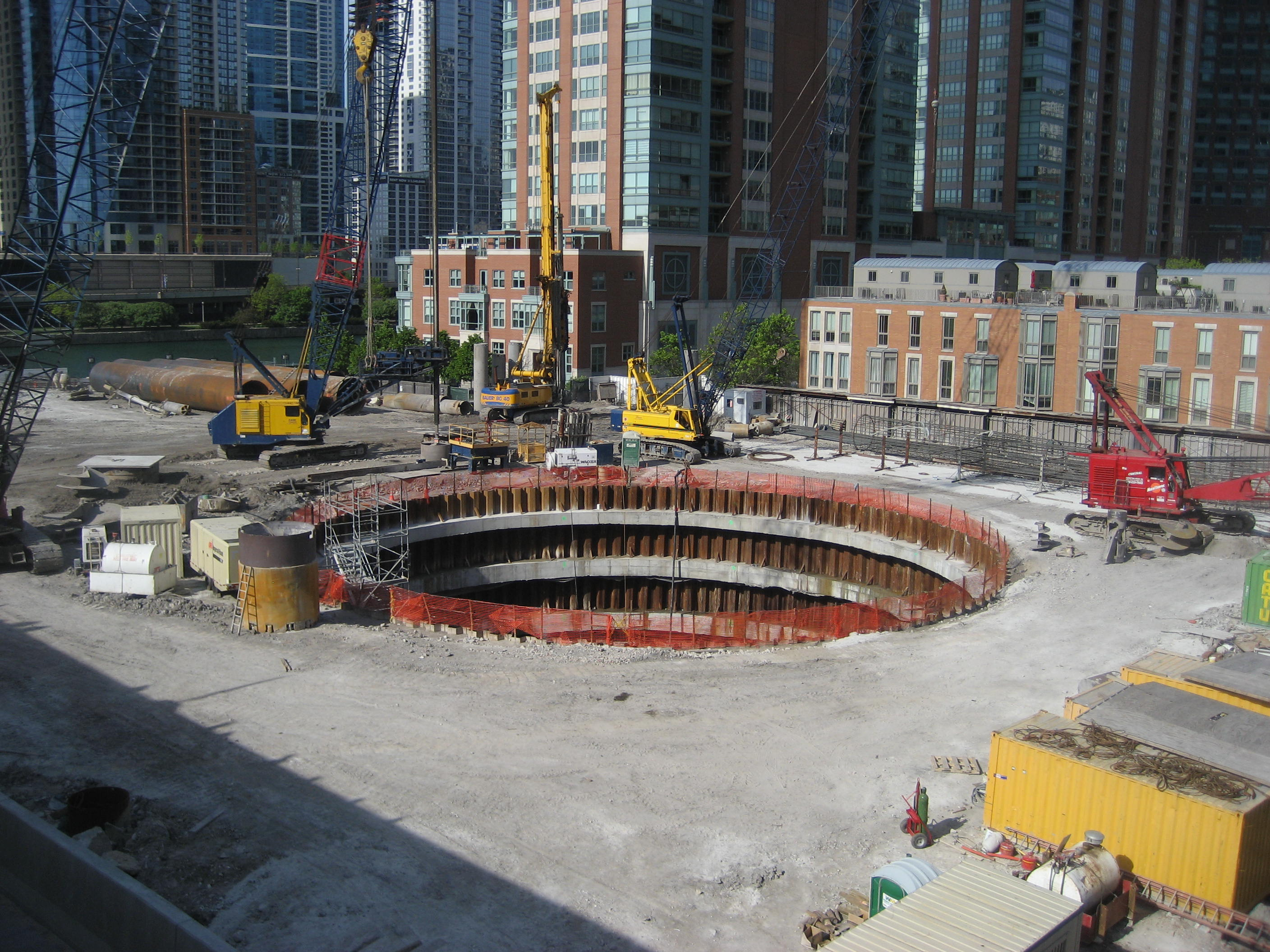
Local onde o Chicago Spire está sendo construído, em maio de 2008.

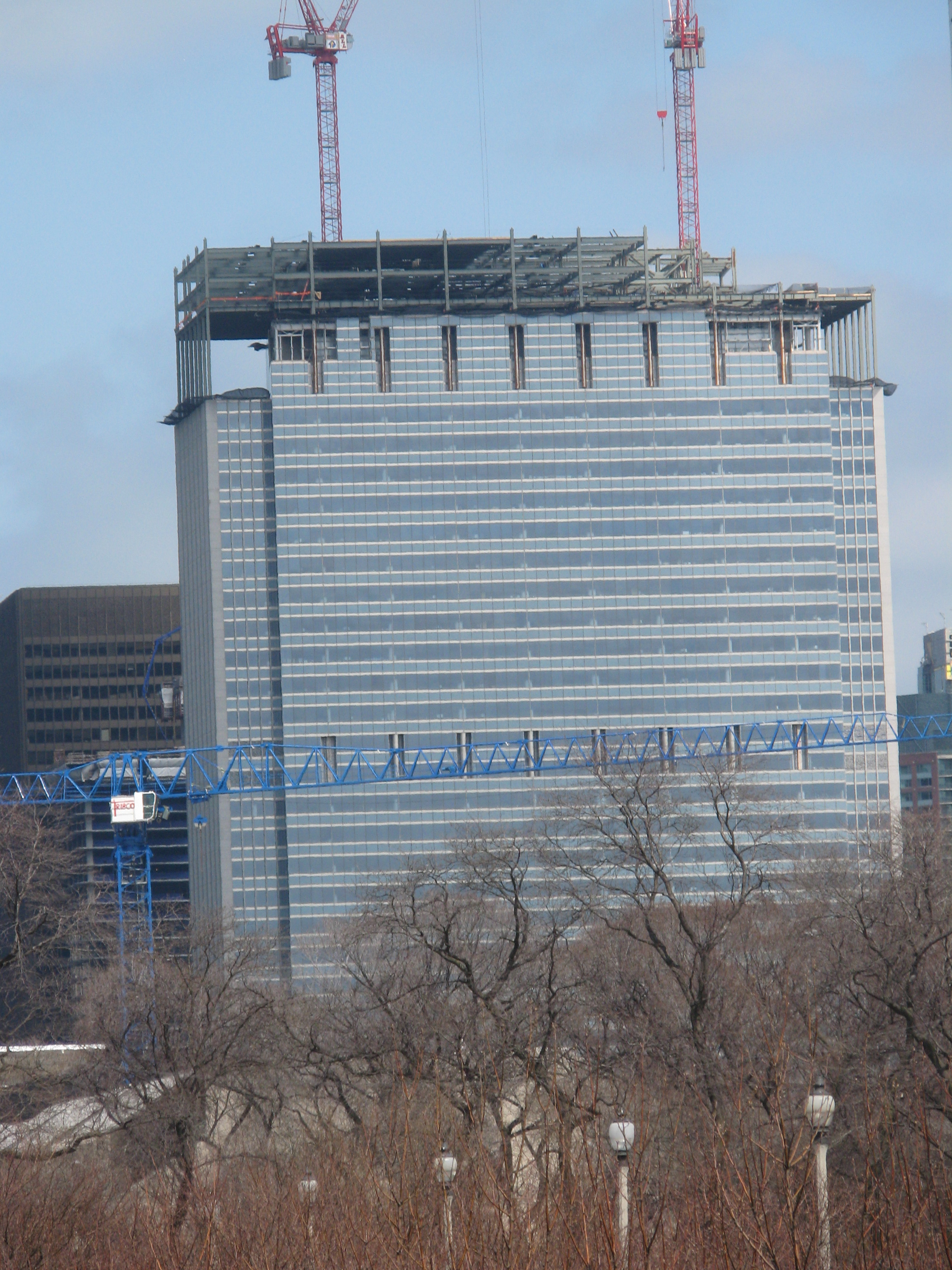
The Blue Cross Blue Shield Tower undergoing a Altura expansion in April 2008

Esta lista inclui edifícios em construção em Chicago, cuja altura planejada é de pelo menos 152 metros (500 pés). Isto inclui edifícios em construção que já atingiram sua altura planejada.
| Nome                          | Altura ft / m | Andares | Ano  | Notas |
| ----------------------------- | ------------- | ------- | ---- | --- |
| Chicago Spire                 | 2,000 / 610   | 150     | 2012 | Construção presentemente suspensa. Será o edifício mais alto nos Estados Unidos, o segundo edifício exclusivamente residencial mais alto do mundo, e a estrutura mais alta no hemisfério ocidental, quando completada.  |
| Waterview Tower               | 1 047 / 319   | 89      | 2009 | Construção presentemente suspensa. |
| Aqua                          | 873 / 266     | 82      | 2009 | Quando inaugurado, será um dos edifícios mais altos do mundo desenhado por uma firma liderada por uma mulher. Será o primeiro arranha-céu em Chicago a conter um hotel, condomínios, apartamentos e espaço de alugação. |
| The Legacy at Millennium Park | 819 / 250     | 73      | 2009 | [ 42 ] [ 215 ] |
| Blue Cross Blue Shield Tower  | 743 / 226     | 54      | 2010 | Está no presente sendo reconstruído, de modo que sua altura será ampliada. Foi originalmente inaugurado em 1997 com uma altura de 197 metros.                                                                           |
| One Museum Park               | 734 / 224     | 62      | 2008 | Atingiu sua altura máxima em 2008. |
| Elysian                       | 686 / 209     | 60      | 2009 | [ 218 ] [ 219 ] |
| 155 North Wacker              | 638 / 195     | 45      | 2009 | [ 220 ] [ 221 ] |
| 353 North Clark               | 624 / 190     | 44      | 2009 | [ 222 ] [ 223 ] |
| One Museum Park West          | 620 / 189     | 54      | 2009 | [ 224 ] [ 225 ] |
| The Clare at Water Tower      | 589 / 179     | 52      | 2008 | Será um dos centros de cuidados para idosos mais altos do mundo quando inaugurado. |
| Streeter Place                | 570 / 174     | 53      | 2009 | [ 227 ] |

### Aprovados
Esta lista agrupa edifícios que foram aprovados para construção em Chicago, e que terão pelo menos 152 metros (500 pés) de altura. Para edifícios cuja altura não foi divulgada ainda, estão includos apenas aqueles que possuem no mínimo 40 andares.
| Nome                                      | Altura* ft / m | Andares* | Ano* | Notas           |
| ----------------------------------------- | -------------- | -------- | ---- | --------------- |
| Waldorf-Astoria Hotel and Residence Tower | 1 265 / 386    | 107      | 2012 | [ 17 ] [ 228 ]  |
| Mandarin Oriental Hotel Chicago           | 930 / 283      | 78       | 2010 | [ 229 ] [ 230 ] |
| Cityfront Plaza Tower III                 |                | 65       | 2009 | [ 231 ] [ 232 ] |

* Entradas na tabela sem texto indicam que a informação relevante não foi ainda publicamente lançada.

### Propostos
Esta lista agrupa edifícios que foram propostos para construção em Chicago, e que terão pelo menos 152 metros (500 pés) de altura. Para edifícios cuja altura não foi divulgada ainda, estão includos apenas aqueles que possuem no mínimo 40 andares.
| Nome                                   | Altura* ft / m | Andares* | Ano* | Notas                                          |
| -------------------------------------- | -------------- | -------- | ---- | ---------------------------------------------- |
| Grant Park Tower IV                    | 900 / 274      | 83       |      | [ 233 ]                                        |
| 29 South LaSalle                       | 870 / 265      | 51       | 2009 | [ 234 ] [ 235 ]                                |
| Park Michigan                          | 866 / 264      | 80       | 2009 | [ 236 ] [ 237 ]                                |
| InterContinental Chicago (North Tower) | 850 / 259      | 71       | 2009 | [ 238 ] [ 239 ]                                |
| 375 East Wacker Drive                  | 840 / 259      | 76       | 2010 | [ 240 ]                                        |
| Grant Park Tower III                   | 790 / 241      | 73       |      | [ 241 ] [ 242 ]                                |
| 200 North Riverside Plaza              | 700 / 213      | 50       | 2009 | [ 243 ]                                        |
| Lakeshore East Building 2-O            | 650 / 198      |          |      | [ 244 ]                                        |
| 150 East Ontario                       | 588 / 179      | 51       |      | [ 245 ]                                        |
| Lakeshore East Building 2-A            | 550 / 168      |          | 2010 | [ 246 ]                                        |
| Lakeshore East Building 3-I            | 525 / 160      |          | 2010 | [ 247 ]                                        |
| 630 North McClurg Court, South Tower   | 515 / 157      | 50       | 2009 | Também conhecido como 335-363 East Erie South. |
| 630 North McClurg Court, North Tower   | 515 / 157      | 50       | 2009 | Também conhecido como 335-363 East Erie North. |
| The Peshtigo                           | 16.0           | 58       | 2010 | [ 252 ]                                        |
| Medici Towers I                        | 17.0           | 53       |      | [ 253 ]                                        |
| Central Station - 1200 South Indiana   | 18.0           | 53       | 2009 | [ 254 ]                                        |
| 222 West Randolph                      | 19.0           | 50       |      | [ 255 ]                                        |
| 740 North Rush                         | 20.0           | 50       |      | [ 256 ]                                        |
| 319 East Illinois Street               | 21.0           | 50       |      | [ 257 ]                                        |

* Table entries without text indicate that information regarding building Alturas, floor counts, and/or dates of completion has not yet been released.

## Linha do tempo dos edifícios mais altos da cidade
|  |
|  |

Esta lista mosta os edifícios que foram a um ponto o edifício mais alto em Chicago. O título de edifício mais alto da cidade mudou várias vezes ao longo da história da cidade, embora apenas Willis Tower foi o edifício mais alto do mundo.
| Nome                            | Endereço                               | Anos como o mais alto | Altura* ft / m | Andares | Referência |
| ------------------------------- | -------------------------------------- | --------------------- | -------------- | ------- | ---------- |
| nome Holy Name Cathedral        | 733 N. State Street                    | 1854–1869             | 245 / 75       | 1       | [ 258 ]    |
| Saint Michael's Church          | 1633 N. Cleveland Avenue               | 1869–1885             | 290 / 88       | 1       | [ 259 ]    |
| Chicago Board of Trade Building | 141 W. Jackson Boulevard               | 1885–1895             | 322 / 98       | 10      | [ 260 ]    |
| Masonic Temple Building         | N. State Street and E. Randolph Street | 1895–1899             | 302 / 92 *     | 21      | [ 261 ]    |
| Montgomery Ward Building        | 6 N. Michigan Avenue                   | 1889–1922             | 394 / 120      | 22      | [ 262 ]    |
| Wrigley Building                | 400 N. Michigan Avenue                 | 1922–1924             | 438 / 134      | 27      | [ 263 ]    |
| Chicago Temple Building         | 77 W. Washington Street                | 1924–1930             | 568 / 173      | 23      | [ 125 ]    |
| Chicago Board of Trade Building | 141 W. Jackson Boulevard               | 1930–1965             | 605 / 184      | 44      | [ 90 ]     |
| Richard J. Daley Center         | 50 W. Washington Street                | 1965–1969             | 648 / 198      | 32      | [ 71 ]     |
| John Hancock Center             | 875 N. Michigan Avenue                 | 1969–1973             | 1 127 / 344    | 100     | [ 23 ]     |
| Aon Center                      | 200 E. Randolph Street                 | 1973–1974             | 1 136 / 346    | 83      | [ 22 ]     |
| Willis Tower                    | 233 S. Wacker Drive                    | 1974–present          | 1 451 / 442    | 108     | [ 18 ]     |

*O Masonic Temple, construído em 1892, tornou-se o edifício mais alto do mundo três anos depois, quando a torre do relógio do  Board of Trade Building foi removida.